# Земляна блішка ліщинова
Земляна блішка ліщинова (Altica brevicollis) — вид жучків родини Chrysomelidae, підродини Alticinae. Вид поширений у Європі (від Португалії до Уралу) й Туреччині.